# Otto-Weerth-Preis
Der Otto Weerth-Preis wird seit 2000 vom Naturwissenschaftlichen und Historischen Verein für das Land Lippe e. V. (NHV) zum Gedenken an seinen langjährigen Vorsitzenden Otto Weerth vergeben.
Durch den Preis soll der wissenschaftliche Nachwuchs gefördert, die naturwissenschaftliche Forschung sowie die Forschung zur Ur- und Frühgeschichte, Geschichte, Landeskunde, Volkskunde und Kunstgeschichte des ehemaligen Landes Lippe angeregt sowie die Beziehungen zwischen der Region und den Hochschulen in Ostwestfalen-Lippe verstärkt werden. Der Preis in Höhe von mindestens 2.000 Euro für hervorragende wissenschaftliche Arbeiten zu den genannten Bereichen wird an Nachwuchswissenschaftler verliehen, deren Arbeiten noch nicht an anderer Stelle veröffentlicht oder mit Preisen ausgezeichnet sind.
Der Otto-Weerth-Preis ist eine der bedeutenden Auszeichnungen im Bereich der westfälisch-lippischen Landesgeschichte. Weitere Auszeichnungen sind der Gustav-Engel-Preis, der Geschichtspreis des Mindener Geschichtsvereins, der Ignaz-Theodor-Liborius-Meyer-Preis, der Karl-Zuhorn-Preis, der Jodocus-Hermann-Nünning-Preis und der Friedrich-Brinkmann-Archäologiepreis.

## Preisträger
- 2000 Annette Hennigs (Doktorarbeit: Gesellschaft und Mobilität. Eine Sozialgeschichte der Straßen am Fallbeispiel Lippe 1680–1820.)
- 2002 Cornelia Halm (Doktorarbeit: Conventus sororum de ordine predicatorum in Lemego. Untersuchungen zum Dominikanerinnenkloster St. Marien in Lemgo.)
- 2004 Roland Siekmann (Doktorarbeit: Eigenartige Senne. Zur Kulturgeschichte der Wahrnehmung einer peripheren Landschaft.)
- 2007 Wiebke Lisner (Doktorarbeit: Die Hüterinnen der Nation? Hebammen in der Zeit des Nationalsozialismus. Am Beispiel des Landes Lippe.)
- 2009 Claudia Strieter (Doktorarbeit: Aushandeln von Zunft. Möglichkeiten und Grenzen ständischer Selbstbestimmung in Lippstadt, Soest und Detmold.)
- 2012 Julia Schöning (Magisterarbeit: Der Germanenkundler Wilhelm Teudt. Ein völkischer Laienforscher auf dem Weg vom Keplerbund zum SS-Ahnenerbe.)
- 2016 Florian Lueke (Doktorarbeit: „Wanderarbeiter, Fußballer - und auch Juden...“. Kulturtransfer, Ausgrenzung und Integration im lippischen Sport im 19. und 20. Jahrhundert.)
- 2022 Lennart Pieper (Doktorarbeit: Einheit im Konflikt. Dynastiebildung in den Grafenhäusern Lippe und Waldeck in Spätmittelalter und Früher Neuzeit.)